# روبرت بي. وليامز
روبرت بي. وليامز (بالإنجليزية: Robert B. Williams)‏ هو قائد عسكري أمريكي، ولد في 9 نوفمبر 1901 في ألباني في الولايات المتحدة، وتوفي في 10 فبراير 1977 في سان أنطونيو في الولايات المتحدة.